# Baizuo
Baizuo (白左，literalment: esquerra blanca) és un concepte polític sorgit a les xarxes de la Xina . De forma aproximada, esmenta a una certa part de l'esquerra política occidental, en especial als activistes socials blancs amb tendències d'esquerra. La Baizuo és interpretada per alguns sectors com una mena d'"esquerra regressiva".

## Orígens
El terme es documenta per primer cop a la xarxa social Renren, en un article publicat de nom "La pseudo-moralitat de l'Esquerra Blanca occidental i el patriotisme científic xinés".
Es va popularitzar en la internet xinesa arran de les eleccions nord-americanes de 2016, de forma que era com els partidaris de la victòria de Donald Trump es referien als seguidors de Hillary Clinton.

## Controvèrsia
Segons l'autor Zhou Fangzhou, el terme Baizuo és una de les majors aportacions dels internautes xinesos al llenguatge anglès. El mot s'entén com a la ingenuïtat d'una part dels occidentals, que han rebut una bona educació però la utilitzen per a satisfer els seus desitjos de superioritat moral defensant la igualtat i la pau, fins al punt de permetre entrar en les seves societats alguns dels valors més regressius de l'islam en nom de la diversitat cultural. Els xinesos pensen que la Baizuo occidental és ignorant i arrogant, que es compadeixen de la resta del món i se'n volen fer els salvadors.

## Influència internacional
El terme ha rebut interès a Alemanya, on s'ha utilitzat per a criticar les polítiques migratòries d'Angela Merkel.
Segons l'expert en ciència política Zhang Chenchen, Baizuo és un mot dels ciutadans xinesos per a ridiculitzar l'elit liberal occidental. Aquest mot també s'estaria utilitzant per a burlar-se del fals discurs dels mitjans de comunicació occidentals, per exemple per a donar una falsa imatge sobre el conflicte amb l'islamisme a Xinjiang.
Zhang Chenchen parla de "gent que només es preocupa de temes com els immigrants, LGTB, les minories i el medi ambient" i que "són incapaços d'aproximar-se de forma pragmàtica als problemes reals de la gent del món". Defineix amb més profunditat: "Només defensen la pau i la igualtat des d'un humanisme hipòcrita, per a satisfer els seus propis sentiments de superioritat moral". "Estan obsessionats amb la correcció política, fins al punt d'acceptar els valors regressius de l'islam en nom de la diversitat cultural". "Creuen que l'Estat del Benestar només ha de donar sense rebre res a canvi". "Així són els occidentals arrogants i ignorants que senten llàstima per la resta del món i es consideren a si mateixos com a salvadors".